# Tennis op de Olympische Zomerspelen 1912
Tennis is een van de sporten die beoefend werden tijdens de Olympische Zomerspelen 1912 in Stockholm.

## Medailles

### Medaillewinnaars
| Onderdeel                   | Goud | Goud                            | Zilver | Zilver                          | Brons | Brons                                 |
| --------------------------- | ---- | ------------------------------- | ------ | ------------------------------- | ----- | ------------------------------------- |
| Mannenenkelspel             | RSA  | Charles Winslow                 | RSA    | Harry Kitson                    | GER   | Oscar Kreuzer                         |
| Vrouwenenkelspel            | FRA  | Marguerite Broquedis            | GER    | Dora Köring                     | NOR   | Molla Bjurstedt                       |
| Mannendubbelspel            | RSA  | Harry Kitson Charles Winslow    | AUT    | Felix Pipes Arthur Zborzil      | FRA   | Albert Canet Édouard Mény de Marangue |
| Gemengd dubbelspel          | GER  | Dora Köring Heinrich Schomburgk | SWE    | Sigrid Fick Gunnar Setterwall   | FRA   | Marguerite Broquedis Albert Canet     |
| Mannenenkelspel (indoor)    | FRA  | André Gobert                    | GBR    | Charles Dixon                   | ANZ   | Anthony Wilding                       |
| Vrouwenenkelspel (indoor)   | GBR  | Edith Hannam                    | DEN    | Sofie Castenschiold             | GBR   | Mabel Parton                          |
| Mannendubbelspel (indoor)   | FRA  | Maurice Germot André Gobert     | SWE    | Carl Kempe Gunnar Setterwall    | GBR   | Alfred Beamish Charles Dixon          |
| Gemengd dubbelspel (indoor) | GBR  | Edith Hannam Charles Dixon      | GBR    | Helen Aitchison Herbert Barrett | SWE   | Sigrid Fick Gunnar Setterwall         |

### Medaillespiegel
| rang   | land             | goud | zilver | brons | totaal |
| ------ | ---------------- | ---- | ------ | ----- | ------ |
| 1      | Frankrijk        | 3    | 0      | 2     | 5      |
| 2      | Groot-Brittannië | 2    | 2      | 2     | 6      |
| 3      | Zuid-Afrika      | 2    | 1      | 0     | 3      |
| 4      | Duitsland        | 1    | 1      | 1     | 3      |
| 5      | Zweden           | 0    | 2      | 1     | 3      |
| 6      | Denemarken       | 0    | 1      | 0     | 1      |
| 6      | Oostenrijk       | 0    | 1      | 0     | 1      |
| 8      | Australazië      | 0    | 0      | 1     | 1      |
| 8      | Noorwegen        | 0    | 0      | 1     | 1      |
| totaal | totaal           | 8    | 8      | 8     | 24     |

Athene 1896 · 
Parijs 1900 · 
St. Louis 1904 · 
Athene 1906 ·
Londen 1908 · 
Stockholm 1912 · 
Antwerpen 1920 · 
Parijs 1924 · 
Mexico-stad 1968 (demonstratie) · 
Los Angeles 1984 (demonstratie) · 
Seoel 1988 · 
Barcelona 1992 · 
Atlanta 1996 · 
Sydney 2000 · 
Athene 2004 · 
Peking 2008 · 
Londen 2012 · 
Rio de Janeiro 2016  · 
Tokio 2020  · 
Parijs 2024  · 
Los Angeles 2028 
Medaillewinnaars
Atletiek · Honkbal (demonstratie) · Kunstwedstrijden · Moderne vijfkamp · Paardensport · Roeien · Schermen · Schietsport · Schoonspringen · Tennis · Touwtrekken · Turnen · Voetbal · Waterpolo · Wielersport · Worstelen · Zeilen · Zwemmen